# بيير بيلون
بيير بيلون (بالإنجليزية: Pierre Belon)‏ (1517-1564) رحالة فرنسي وعالم طبيعة وكاتب ودبلوماسي. مثل العديد من عصر النهضة، درس وكتب في مجموعة من الموضوعات بما في ذلك علم الأسماك وعلم الطيور وعلم النبات والتشريح المقارن والهندسة المعمارية وعلم المصريات. يُعرف أحيانًا باسم بيير بيلون دو مان أو في اللاتينية التي ظهرت فيها أعماله بيتروس بيلونيوس سينومانوس. أطلق عليه عالم الفسيولوجيا الروسي إيفان بافلوف لقب نبي التشريح المقارن.

## حياته
وُلد بيلون عام 1517 في قرية سولتيير الصغيرة بالقرب من سيران-فولليتورت في باي دو لا لوار. لا شيء معروف عن نسله. في مكان ما بين عامي 1532 و 1535 بدأ العمل كمتدرب لرينيه دي بريز المولود في فولليتورت ولكن بحلول ذلك الوقت أصبح صيدليًا لأسقف كليرمون، غيوم دوبرات. بين 1535 و 1538 دخل في خدمة رينيه دو بيلاي، أسقف لومان، الذي سمح له بدراسة الطب في جامعة فيتنبرغ مع عالم النبات فاليريوس كوردوس (1515-1544). سافر حول ألمانيا مع كوردس عام 1542، وعند عودته سافر عبر فلاندرز وإلى إنجلترا. بحلول نهاية صيف عام 1542 أكمل دراسته في باريس. بتوصية من دوبرات، أصبح صيدليًا للكاردينال فرانسوا دي تورنو. تحت هذه الرعاية، كان قادرًا على القيام برحلات علمية واسعة النطاق. ابتداءً من ديسمبر 1546، سافر عبر اليونان وكريت وآسيا الصغرى ومصر والجزيرة العربية وفلسطين، وعاد إلى فرنسا عام 1549. نشر سرد كامل لملاحظاته حول هذه الرحلة، مع الرسوم التوضيحية، في باريس عام 1553. بالعودة إلى منزل الكاردينال دي تورنو في روما لحضور المجمع المغلق 1549-1550، التقى بيلون بعلماء الطبيعة غيوم رونديليت وهيبوليت سالفياني. عاد إلى باريس بملاحظاته الغزيرة وبدأ في النشر. في عام 1557 سافر مرة أخرى، وهذه المرة في شمال إيطاليا وسافوي ودوفيني وأوفيرني.
كان بيلون مفضلًا للغاية من قبل كل من هنري الثاني وتشارلز التاسع، حيث منحه الأخير الإقامة في شاتو دي مدريد في بوا دي بولوني. هناك قام بترجمة ديوسكوريدس وثيوفراستوس. قُتل بيلون، ربما على يد لصوص، ذات مساء في أبريل 1564، عندما كان يمر عبر نهر بوا عند عودته من باريس.